# Artur Davis
Artur Genestre Davis (Montgomery, 9 ottobre 1967) è un politico e avvocato statunitense, membro della Camera dei Rappresentanti per lo stato dell'Alabama dal 2003 al 2011.

## Biografia
Laureato in legge ad Harvard, Davis lavorò al Southern Poverty Law Center e poi come avvocato e consulente legale.
Nel 2000 si candidò alla Camera dei Rappresentanti, sfidando nelle primarie democratiche il deputato in carica da dieci anni Earl Hilliard. Davis venne sconfitto, ma due anni dopo riprovò a sfidare Hilliard e lo batté, per poi vincere anche le elezioni generali, venendo eletto.
Negli anni successivi Davis fu sempre rieletto con ampio margine. Nel 2010 decise di non chiedere la rielezione, candidandosi a governatore dell'Alabama e venne succeduto dalla compagna di partito Terri Sewell. Davis tuttavia venne sconfitto nelle primarie.
Durante la sua permanenza al Congresso, Davis era membro del Congressional Black Caucus e della New Democrat Coalition.